# Astyanacinus platensis
Astyanacinus platensis är en fiskart som beskrevs av Messner 1962. Astyanacinus platensis ingår i släktet Astyanacinus och familjen Characidae. Inga underarter finns listade.